# チットゥール県

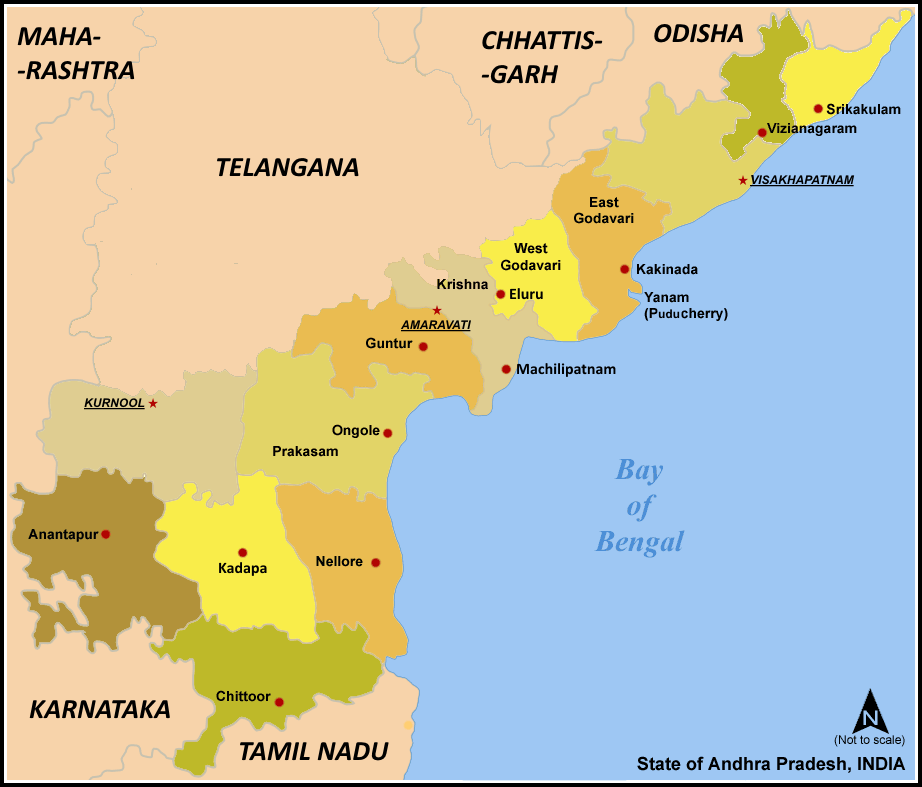
アーンドラ・プラデーシュ州の県区分。本県は最南部。

チットゥール県（テルグ語 చిత్తూరు ; Chittoor district/Chittur district）は、インド南部のアーンドラ・プラデーシュ州に属する県の一つ。県庁所在地はチットゥール。ティルパティのヴェンカテーシュヴァラ寺院をはじめとする、著名なヒンドゥー教寺院を数多く擁する。

## 概要
2001年の国勢調査では、面積1万5359平方キロメートル、人口374万5875人である。
アーンドラ・プラデーシュ州の最南部に位置する。
北東はネッルール県、北はカダパ県、北西はアナンタプラム県、西はカルナータカ州コーラル県、南はタミル・ナードゥ州のクリシュナギリ県、ヴェールール県、およびティルヴァッルール県に接する。

## 歴史
イギリス領インド帝国マドラス管区時代から存在する。1947年のインド独立と同時に成立したマドラス州に所属後、1953年のアーンドラ・プラデーシュ州の分離独立とともに、同州に帰属した。

## 言語
住民の主な日用言語は、テルグ語とタミル語である。

## 行政区分
ティルパティは、政令指定都市ティルパティ市となっている。
また、以下の郡が設置されている。
- チットゥール郡（చిత్తూరు Chittoor）
- マダナパッレ郡（మదనపల్లె Madanapalle）
- ナガリ郡（నగరి Nagari）
- パラマネーリ郡（పలమనేరి Palamaner）
- プンガヌール郡（పుంగనూరు Punganur）
- プットゥール郡（పుత్తూరు Puttur）
- シュリーカーラハスティ郡（శ్రీకాళహస్తి Srikalahasti）